# Viktorija Tokarevová
Viktorija Samojlovna Tokarevová (rusky Виктория Самойловна Токарева, * 20. listopadu 1937, Petrohrad) je ruská spisovatelka a scenáristka.

## Život a dílo

### České překlady
- Zlom. 1. vyd. Praha: Akropolis, 2016. 328 S. Překlad: Lukáš Klimeš (Pozn.: soubor povídek)[4]
- Pták štěstí. 1. vyd. Brno: Host, 2009. 167 S. Překlad: Ivana Kuglerová
- Římské prázdniny. 1. vyd. Brno: Host, 2005. 191 S. Překlad: Martina Vašíková
- Den bez lhaní. 1. vyd. Praha: LN, 1988. 255 S. Překlad: Dagmar Jaklová